# 2チェインズ
2チェインズ（2 Chainz、トゥー・チェインズ、本名: Tauheed Epps、1977年9月12日 - ）はアメリカ合衆国ジョージア州カレッジパーク出身のラッパーである。

## 経歴
1997年、高校時代の友人であるDolla Boyと共に、ヒップホップ・デュオ「プレイヤズ・サークル (Playaz Circle)」を結成する。この当時はTity Boiと名乗っていた。Playaz Circleは同郷出身のラッパー、リュダクリスのレーベルであるディスタービング・ダ・ピースと契約し、2枚のアルバムをリリースした。
2011年、それまで名乗っていたTity Boiから、2チェインズに改名し、ミックステープ『T.R.U. REALigon』をリリース、ビルボードR&B/Hip-Hopアルバム・チャートの58位にランクインした。以来、カニエ・ウェストの『Mercy』、ニッキー・ミナージュの『Beez in the Trap』を始め、数多くの客演をこなす。
2012年8月14日、デフ・ジャム・レコードより、ソロデビューアルバム『Based on a T.R.U. Story』をリリース、初週14万7千枚を売り上げ、全米チャート初登場1位に輝く。その後もセールスは伸び続け、結果的にゴールドディスクに認定されている。
2013年9月10日、2ndアルバムB.O.A.T.S. II: Me Timeをリリース。アメリカで発売初週に6万3000枚を売り上げ、Billboard 200チャートで3位を記録した。
2016年3月4日、3rdアルバム『ColleGrove』をリリースした。Billboard 200チャートでは4位を記録した。
2017年6月16日、4thアルバム『Pretty Girls Like Trap Music』をリリースした。Billboard 200チャートでは2位を記録した。
2019年3月1日、5thアルバム『Rap or Go to the League』をリリースした。Billboard 200チャートでは4位を記録した。
2020年11月13日、6thアルバム『So Help Me God!』をリリースした。

## ディスコグラフィ

### アルバム
| 2012                                      | Based on a T.R.U. Story      | - 発売日: 2012年8月14日 - レーベル: Def Jam - フォーマット: CD, LP, digital download - 全米売上: 62.3万枚 | 1 | —  | 132 | 7  | 180 | —  | - US: ゴールド |
| 2013                                      | B.O.A.T.S. ll: Me Time       | - 発売日: 2013年9月10日 - レーベル: Def Jam - フォーマット: CD, LP, digital download - 全米売上: 29.3万枚 | 3 | —  | 153 | 11 | —   | 87 |                |
| 2016                                      | ColleGrove                   | - 発売日: 2016年3月4日 - レーベル: Def Jam - フォーマット: CD, digital download - 全米売上: 3.4万枚       | 4 | —  | —   | 20 | —   | —  |                |
| 2017                                      | Pretty Girls Like Trap Music | - 発売日: 2017年6月16日 - レーベル: Def Jam - フォーマット: CD, digital download - 全米売上: 5.7万枚      | 2 | 52 | 139 | 7  | 120 | 88 |                |
| 2019                                      | Rap or Go to the League      | - 発売日: 2019年3月1日 - レーベル: Def Jam - フォーマット: CD, LP, digital download                       | 4 | 35 | 94  | 10 | 117 | 74 |                |
| 2020                                      | So Help Me God!              | - 発売日: 2020年11月13日 - レーベル: Def Jam - フォーマット: CD, LP, digital download                     | — | —  | —   | —  | —   | —  |                |
| "—"は未発売またはチャート圏外を意味する。 |                              | |   |    |     |    |     |    |                |